# Platycryptus undatus
Espèce
Synonymes
- Aranea undata De Geer, 1778
- Aranea lurida Olivier, 1789
- Attus cunctator Walckenaer, 1837
- Attus milberti Walckenaer, 1837
- Attus lentus Walckenaer, 1837
- Attus familiaris Hentz, 1846
- Attus rupicola Hentz, 1846
- Marpissa conspersa C. L. Koch, 1846
- Marpissa varia C. L. Koch, 1846
- Salticus sundevalli Blackwall, 1846

Platycryptus undatus est une espèce d'araignées aranéomorphes de la famille des Salticidae.

## Distribution
Cette espèce se rencontre au Canada au Manitoba, en Ontario, au Québec et en Nouvelle-Écosse et aux États-Unis au Massachusetts, au Connecticut, dans l'État de New York, au New Jersey, en Pennsylvanie, au Maryland, à Washington, en Virginie, en Virginie-Occidentale, au Michigan, au Wisconsin, au Minnesota, au Nebraska, en Iowa, en Illinois, au Kentucky, au Tennessee, en Caroline du Nord, en Caroline du Sud, en Géorgie, en Floride, en Alabama, au Mississippi, en Louisiane, en Arkansas, au Missouri, au Kansas, en Oklahoma et au Texas,,.

## Description

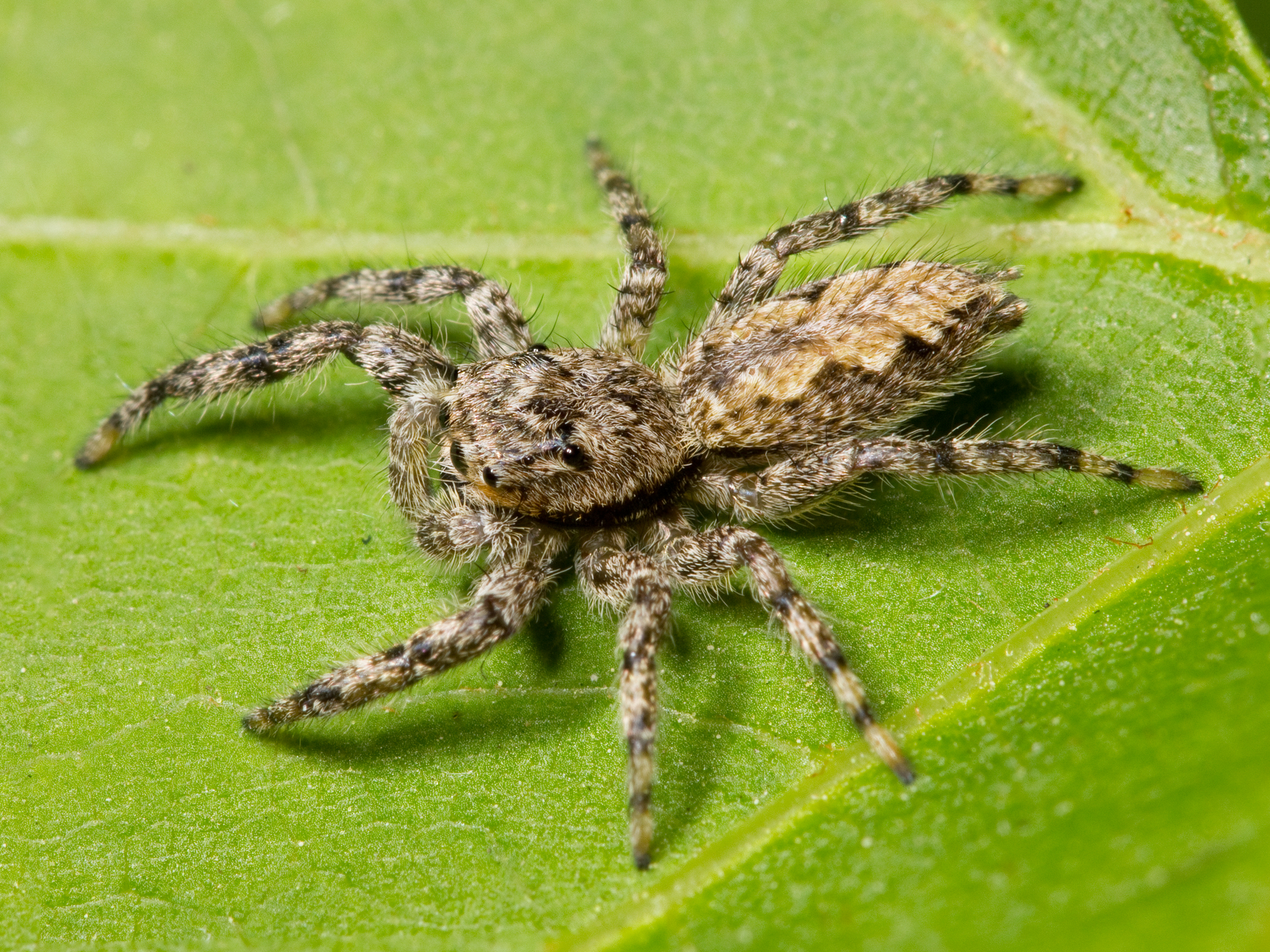
Platycryptus undatus

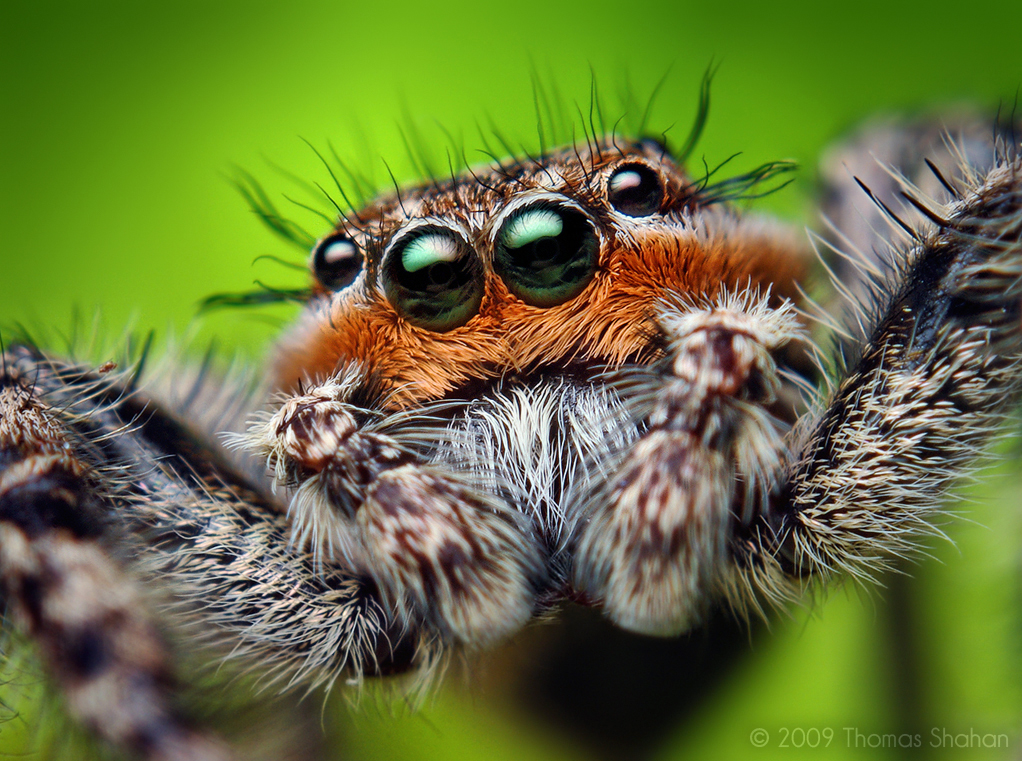
Platycryptus undatus

Les mâles mesurent de 6,66 à 9,23 mm et les femelles de 6,06 à 11,36 mm.

## Publication originale
- De Geer, 1778 : Des araignées. Mémoires pour servir à l'histoire des insectes. Tome septième. Pierre Hesselberg, Stockholm, p. 176-324.